# Sándor Breznay
Sándor Breznay (geboren 13. April 1960 in Budapest) ist ein ungarischer Maler, Grafiker, Mosaikkünstler und Illustrator.

## Leben
Sándor Breznay kam als Spross einer alten, nahezu europaweit tätigen Kunst- und Kulturschaffenden-Dynastie 1960 in Budapest zur Welt als Sohn der Malerin Mária Gánóczy und des Malers József Breznay. In dieser Familie wuchs er als sechstes von neun Kindern in einer großen Wohnung in der Budapester Ady-Endre-Straße auf. Wie alle seine Geschwister, besuchte auch Sándor eine Budapester Kunstschule und machte seine ersten künstlerischen Gehversuche im Atelier seines Vaters.
Sein Studium der Kunst vertiefte Breznay als Meisterschüler von Paolo Racagni an der Accademia di belle arti in Ravenna, wo er sein Diplom für die Erfindung einer neuen Methode der Mosaikrestaurierung erhielt.
Später übersiedelte Breznay nach Mailand, wo er Lehr- und wissenschaftliche Bücher illustrierte.
Breznay schuf zum Teil „riesige Gemälde“. Arbeiten von ihm wurden ab 1984 in mehreren italienischen Städten ausgestellt sowie in Ungarn.
Zudem gründete er in Italien eine bis zur Bankenkrise gut funktionierende Computerfirma.